# 다니 모리토모

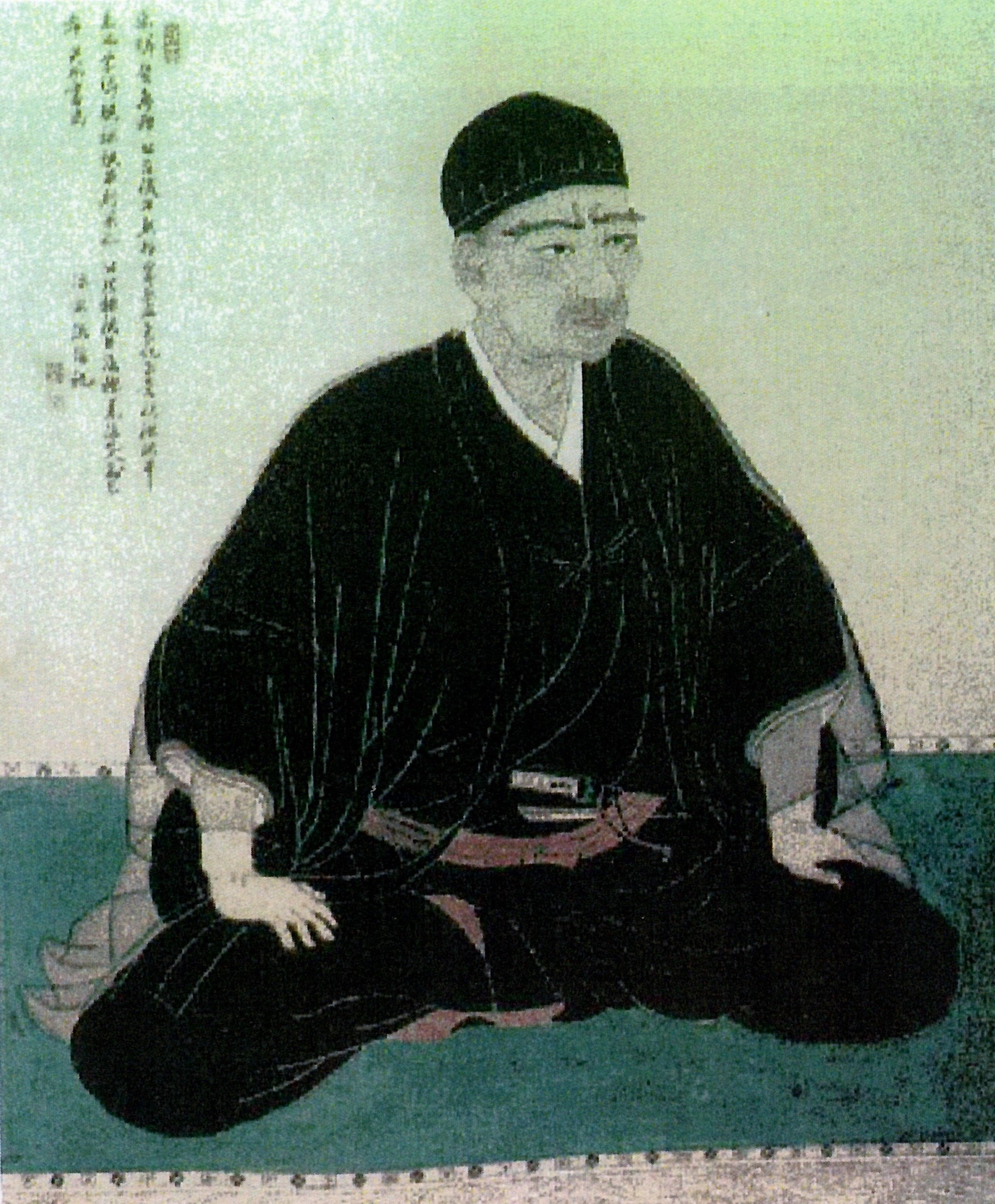
다니 모리토모

다니 모리토모(일본어: 谷衛友 たに もりとも[*])는 아즈치모모야마 시대부터 에도 시대 전기에 걸친 무장 겸 다이묘이다. 단바 야마가번의 초대 번주.
|  | 제1대 야마가번 번주 (다니가) 1600년 ~ 1627년 | 후임 다니 모리마사 |